# Supercupa României 2022
Supercupa României 2022 a fost cea de-a 24-a ediție a Supercupei României. Meciul s-a disputat între campioana Ligii I 2021-2022, CFR Cluj, și câștigătoarea Cupei României 2021-2022, Sepsi Sfântu Gheorghe. Acest meci a văzut introducerea utilizării arbitrului asistent video, cunoscut și sub numele de VAR, în fotbalul românesc.
Pentru CFR Cluj, aceasta a fost cea de-a noua participare la general în Supercupa României, și a cincea consecutivă întrucât a câștigat SuperLiga României de cinci ori la rând între 2018 și 2022. Pentru Sepsi OSK a fost prima participare din istorie în Supercupă.
Meciul s-a disputat pe 9 iulie, pe stadionul Stadionul Francisc Neuman. Disputa a fost câștigată de către Sepsi Sfântu Gheorghe, cu scorul de 2-1, cucerind în premieră Supercupa României.

## Echipe
| Echipă   | Calificare                            | Participări anterioare (cu caractere aldine indică câștigatoarea) |
| -------- | ------------------------------------- | ----------------------------------------------------------------- |
| CFR Cluj | Câștigătoare a Ligii I 2021–22        | 8 ( 2009, 2010, 2012, 2016, 2018, 2019, 2020, 2021)               |
| Sepsi    | Câștigătoare a Cupei României 2021–22 | 0 (Prima participare)                                             |

## Detaliile meciului
| CFR Cluj | 1–2               | Sepsi Sfântu Gheorghe  |
| -------- | ----------------- | ---------------------- |
| Păun 2'  | Report 1 Report 2 | Matei 45+3' Rondón 85' |

|              |    |                     |       |     |
|              |    |                     |       |     |
| GK           | 34 | Cristian Bălgrădean |       |     |
| RB           | 47 | Christopher Braun   |       |     |
| CB           | 44 | Yuri Matias         |       |     |
| CB           | 06 | Daniel Graovac      |       |     |
| LB           | 45 | Camora (c)          |       |     |
| RCM          | 73 | Karlo Muhar         |       | 72' |
| CM           | 37 | Mihai Bordeianu     | 66'   | 86' |
| LCM          | 07 | Adrian Păun         |       | 63' |
| RW           | 27 | Claudiu Petrila     |       | 86' |
| CF           | 09 | Marko Dugandžić     | 45+2' | 62' |
| LW           | 10 | Ciprian Deac        |       |     |
| Substitutes: |    |                     |       |     |
| GK           | 90 | Răzvan Sava         |       |     |
| RB           | 24 | Rareș Bălan         |       |     |
| LB           | 02 | Karlo Bručić        |       |     |
| CM           | 94 | Cătălin Itu         |       |     |
| CM           | 75 | Adrian Gîdea        |       | 86' |
| CM           | 08 | Roger               | 90+1' | 86' |
| CM           | 28 | Ovidiu Hoban        |       | 72' |
| CF           | 17 | Jefté Betancor      |       | 62' |
| CF           | 15 | Emmanuel Yeboah     |       | 63' |
| Manager:     |    |                     |       |     |
| Dan Petrescu |    |                     |       |     |

|                   |    |                   |       |     |
|                   |    |                   |       |     |
| GK                | 33 | Roland Niczuly    | 90+5' |     |
| RB                | 20 | Andres Dumitrescu | 59'   |     |
| CB                | 44 | Mihai Bălașa      |       |     |
| CB                | 03 | Bogdan Mitrea (c) |       |     |
| LB                | 88 | Radoslav Dimitrov |       |     |
| LCM               | 06 | Nicolae Păun      |       |     |
| CM                | 77 | Adnan Aganović    |       | 83' |
| RCM               | 21 | Cristian Bărbuț   |       | 59' |
| RW                | 13 | Cosmin Matei      |       | 60' |
| CF                | 09 | Alexandru Tudorie |       | 76' |
| LW                | 11 | Marius Ștefănescu |       |     |
| Substitutes:      |    |                   |       |     |
| GK                | 12 | Răzvan Began      |       |     |
| LB                | 27 | Rareș Ispas       |       |     |
| CB                | 82 | Branislav Niňaj   |       |     |
| CB                | 45 | Denis Ciobotariu  |       |     |
| CM                | 08 | Ion Gheorghe      |       | 60' |
| CM                | 90 | Cătălin Golofca   |       | 59' |
| CF                | 29 | Vitalie Damașcan  |       |     |
| CF                | 99 | Mario Rondón      |       | 76' |
| CF                | 22 | Francisco Júnior  |       | 83' |
| Manager:          |    |                   |       |     |
| Cristiano Bergodi |    |                   |       |     |

| OMUL MECIULUI OFICIALII DE MECI - Arbitri asistenți: - Valentin Avram - Ciprian Danșa - Al patrulea oficial: - Iulian Dima - Arbitri asistenți suplimentari: | REGULI DE MECI - 90 de minute. - Lovituri de departajare dacă scorurile sunt încă egale. - Nouă înlocuitori numiți. - Maximum cinci înlocuiri. |

## Legături externe
- Supercupa României pe FRF.ro